# Herbert Bergner
Herbert Bergner (* 31. Januar 1907 in Leipzig; † 16. Juni 1987 in Berlin) war ein deutscher Widerstandskämpfer gegen den Nationalsozialismus, Journalist und von 1948 bis 1950 Chefredakteur der Tageszeitung Leipziger Volkszeitung.

## Leben
Bergner, Sohn eines Arbeiters, machte nach der Volksschule eine Ausbildung als Buchbinder und arbeitete bis 1931 in diesem Beruf. 1926 trat er in die Sozialdemokratische Partei Deutschlands (SPD) und die Sozialistische Arbeiter-Jugend (SAJ) ein. 1931 wechselte er in die Kommunistische Partei Deutschlands (KPD) und den Kommunistischen Jugendverband Deutschlands (KJVD) und wurde Mitarbeiter einer KPD-Betriebszeitung.
Nach der Machtübernahme der Nationalsozialisten und der Einführung der „Reichstagsbrandverordnung“ unterstützte Bergner weiterhin die nunmehr illegale Partei. Im April 1933 wurde er zum ersten Mal verhaftet und im KZ Colditz interniert. Nach seiner Entlassung setzte er die illegale Parteiarbeit in Leipzig fort und wurde 1934 erneut verhaftet. Im Oktober 1936 wurde er vom Volksgerichtshof zu vier Jahren Zuchthaus verurteilt und anschließend zwei Jahre im KZ Sachsenhausen festgehalten. 1940 wurde er entlassen, unter Polizeiaufsicht gestellt und als Rüstungsarbeiter dienstverpflichtet.
Nach dem Ende des Zweiten Weltkriegs wurde Bergner Redakteur bei der Sächsischen Volkszeitung in Leipzig, später der Sächsischen Zeitung in Dresden. 1946 wurde er Mitglied der Sozialistischen Einheitspartei Deutschlands (SED) und wechselte als Wirtschaftsredakteur zur Leipziger Volkszeitung, die 1952 das Organ der SED-Bezirksleitung Leipzig wurde. 1947/48 war Bergner erst Redakteur, dann Chefredakteur beim Sender Leipzig und absolvierte einen Kurzlehrgang an der Parteihochschule „Karl Marx“ der SED in Kleinmachnow.
Von 1948 bis 1950 war Bergner, als Nachfolger von Gerhard Dengler, Chefredakteur der Leipziger Volkszeitung. 1950 wurde er Intendant des Landessenders Dresden. Ende 1951 war Bergner am Aufbau der Betriebszeitung im VEB Zeiss Ikon in Dresden beteiligt. 1954 wechselte er in den Berliner Verlag und wurde stellvertretender Chefredakteur der Berliner Zeitung. Anschließend war er Redakteur im Staatlichen Rundfunkkomitee. Von 1954 bis 1972 war Bergner stellvertretender Chefredakteur des Magazins Wochenpost.